# Тачалов, Иван Иванович
Ива́н Ива́нович Тачалов (1879—1929) — русский писатель, поэт и прозаик, самоучка.

## Биография
Родился и большую часть жизни провёл в Барнауле. Был выходцем из бедной многодетной мещанской семьи, жившей на окраине города. В три года остался круглым сиротой. В шесть лет сильно болел, наполовину оглох. Вынужден был с детства самостоятельно зарабатывать (играл на скрипке в притонах), сам научился читать, с 24 лет начал сочинять собственные произведения.
В 1905 г., не имея собственных политических взглядов и не разбираясь в программах политических партий, принимал активное участие в политических собраниях, митингах и демонстрациях. Итогом чего стали получившие популярность у барнаульцев «Казачья марсельеза» (1906) и сатирическая поэма «Егорка» (распространялась в списках, опубликована в 1956) о черносотенном погроме в Барнауле. По подозрению в революционной деятельности отсидел две недели в тюрьме.
В 1907—1911 г. Тачалов проживал в Томске, где познакомился с сибирскими писателями Т. Гребенщиковым, П. Казанским и В. Шишковым. Работал разносчиком газет. Публиковался в томских изданиях. В 1908 г. его стихи печатались во «Втором литературном сборнике сибиряков». В 1910 году в Санкт-Петербурге вышел сборник его стихов «Аккорды мысли». В 1911 г. выслан из Томска, после чего скитался по Сибири, Кавказу, Крыму, поселился в Самаре, где открыл мелочную лавку. В 1912—1913 г. его стихи печатала барнаульская газета «Жизнь Алтая».
После 1917 г. был библиотекарем, заведовал клубом, детдомом, учился на рабфаке. В 1924 году поселился в Москве. В 1927 г. вышла отдельным изданием сатирическая поэма «Дурацкая карусель» с подзаголовком «Полусказка для зрячих и слепых». В 1928 году вышел сборник собранных им сибирских частушек. Умер от рака желудка.

## Посмертные издания
В 1929 г. в издательстве «Федерация» вышла его «Мрачная повесть» с предисловием М.Горького. В 1937 г. в Новосибирском книжном издательстве в серии «Литературное наследство Сибири» был опубликовон сборник Тачалова, в который вошла эта повесть и более 20 стихов. В 1989 г. альманах «Алтай» печатал главы из его «Дурацкой карусели», в 1992 г. в журнале «Алтай» по тексту издания 1929 г. напечатана его «Мрачная повесть».

## Память
Именем писателя названа улица в Нагорной части Барнаула.

## Оценки
В 1911 г. М. И. Горький в статье «О писателях-самоучках» в № 2 журнала «Современный мир», не указывая имени Тачалова, привел отрывок из его биографии, назвав его «человеком страшной судьбы».